# Kyle Davies
Pour les articles homonymes, voir Davies.
Hiram Kyle Davies (né le 9 septembre 1983 à Decatur en Géorgie, États-Unis) est un lanceur droitier de baseball.
Il évolue dans la Ligue majeure de baseball pour les Braves d'Atlanta de 2005 à 2007, les Royals de Kansas City de 2007 à 2011 et les Yankees de New York en 2015. Pour la saison 2016, il rejoint les Tokyo Yakult Swallows de la Ligue centrale du Japon.

## Carrière
Après des études secondaires à la Stockbridge High School de Stockbridge (Géorgie), Kyle Davies est repêché le 5 juin 2001 par les Braves d'Atlanta.

### Braves d'Atlanta
Après quatre saisons en Ligues mineures, il fait ses débuts en Ligue majeure le 21 mai 2005 avec Atlanta.

### Royals de Kansas City
Il est échangé aux Royals de Kansas City le 31 juillet 2007 contre Octavio Daniel.

#### Saison 2011
En 2011, il connaît une mauvaise année avec Kansas City. En 13 sorties, sa moyenne de points mérités s'élève à 6,75 et il n'a qu'une seule victoire contre neuf défaites avec le club de dernière place. Le 10 août, il est libéré de son contrat par les Royals. Le Kansas City Star rapporte que la veille, le 9 août, Davies a été arrêté à St. Petersburg en Floride, où les Royals jouaient une série de matchs face aux Rays de Tampa Bay, et accusé de méfait après avoir été trouvé intoxiqué sur la voie publique. La direction des Royals affirme n'avoir été informé de l'incident qu'après avoir coupé les ponts avec Davies.

### Ligues mineures
Le 19 août 2011, Davies signe un contrat avec les Blue Jays de Toronto. Il termine la saison 2011 chez les Las Vegas 51s, le club-école des Blue Jays dans la Ligue de la côte du Pacifique. Il ne joue pas en 2012 après une opération à l'épaule puis passe 2013 dans les mineures avec des clubs affiliés aux Twins du Minnesota.
Le 12 février 2014, Davies signe un contrat des ligues mineures avec les Indians de Cleveland mais est une fois de plus confiné aux mineures pour la saison qui suit.

### Yankees de New York
Le 12 avril 2015, Davies revient dans les majeures et lance 2 manches et un tiers pour les Yankees de New York. C'est son seul match avec l'équipe.

### Japon
Davies rejoint pour la saison 2016 les Tokyo Yakult Swallows de la Ligue centrale du Japon.

## Statistiques
| Saison | Équipe      | G   | GS  | CG | SHO | V  | D  | SV | IP    | SO  | ERA  |
| ------ | ----------- | --- | --- | -- | --- | -- | -- | -- | ----- | --- | ---- |
| 2005   | Atlanta     | 21  | 14  | 0  | 0   | 7  | 6  | 0  | 87.2  | 62  | 4,93 |
| 2006   | Atlanta     | 14  | 14  | 1  | 0   | 3  | 7  | 0  | 63.1  | 51  | 8,38 |
| 2007   | Atlanta     | 17  | 17  | 0  | 0   | 4  | 8  | 0  | 86.0  | 59  | 5,76 |
| 2007   | Kansas City | 11  | 11  | 0  | 0   | 3  | 7  | 0  | 50.0  | 40  | 6,66 |
| 2008   | Kansas City | 21  | 21  | 0  | 0   | 9  | 7  | 0  | 113.0 | 71  | 4,06 |
| 2009   | Kansas City | 22  | 22  | 1  | 0   | 8  | 9  | 0  | 123.0 | 86  | 5,27 |
| 2010   | Kansas City | 32  | 32  | 1  | 0   | 8  | 12 | 0  | 183.2 | 126 | 5,34 |
| Totaux | Totaux      | 138 | 131 | 3  | 0   | 42 | 56 | 0  | 706.2 | 495 | 5,49 |

Note : G = Matches joués ; GS = Matches comme lanceur partant ; CG = Matches complets ; SHO = Blanchissages ; 
V = Victoires ; D = Défaites ; SV = Sauvetages ; IP = Manches lancées ; SO = Retraits sur des prises ; ERA = Moyenne de points mérités.